# Dendrochilum hutchinsonianum
Dendrochilum hutchinsonianum är en orkidéart som beskrevs av Oakes Ames. Dendrochilum hutchinsonianum ingår i släktet Dendrochilum och familjen orkidéer. Inga underarter finns listade i Catalogue of Life.